# Симеон (Попович)
Епи́скоп Симео́н По́пович (серб. Епископ Симеон Поповић; 20 апреля 1874, Лиешче, Босния — 21 октября 1939, Штип) — епископ Сербской православной церкви, епископ Злетовско-Струмичский.

## Биография
Начальную школу окончил в Дервенте, гимназию — в Сремских Карловцах. В 1904 году окончил Богословский факультет Черновицкого университета со степенью доктора богословия.
По окончании обучения назначен преподавателем Духовной семинарии в Релеве, а через три года — законоучителем в Сараеве. В 1909 году назначен профессором духовной семинарии у Релеве.
Как видный церковно-национальный деятель, который помимо своих обычных обязанностей в течение длительного времени редактировал Боснийско-Герцеговинский журнал «Источник», архимандрит Симеон выставлялся в качестве кандидата на должность митрополита Баналукско-Бихачского, а затем митрополита Зворникско-Тузланского, но австро-венгерская власть отклоняла его кандидатуру.
В годы Первой мировой войны осуждён как госизменник, после чего провёл в тюрьме 2 года. По выходе из заключения австрийские власти запретили ему заниматься преподавательской деятельностью. Служил приходским священником в Чёрном Луге.
Затем служил законоучителем в Брчко и Сараеве, членом комиссии по совершенствованию церковного законодательства а Белграде (1919—1921).
С 13 января 1921 по 8 октября 1923 года служил помощником ректора Духовной семинарии в Призрене, а в 1924 году назначен ректором этой семинарии. Прослужил на этой должности до своего избрания епископом Злетовско-Струмичским.
16 сентября 1934 года в Свято-Николаевском соборном храме в Сремских Карловцах хиротонисан во епископа Злетовско-Струмичского.
Скончался 21 октября 1939 года в Штипе и похоронен в храме Святых Архангелов в Штипе.